# Cecil M. Harden
Cecil Murray Harden, född 21 november 1894 i Covington i Indiana, död 5 december 1984 i Lafayette i Indiana, var en amerikansk republikansk politiker. Hon var ledamot av USA:s representanthus 1949–1959.
Harden studerade vid Indiana University och arbetade som lärare. Hon efterträdde 1949 Noble J. Johnson som kongressledamot och efterträddes 1959 av Fred Wampler.